# Varázsgomba – Készen állsz a végső utazásra?
A Varázsgomba – Készen állsz a végső utazásra? (eredeti cím: Shrooms) 2007-ben bemutatott koprodukciós lélektani horrorfilm, amelyet Pearse Elliot forgatókönyvéből Paddy Breathnach rendezett. A főbb szerepekben Lindsey Haun, Jack Huston és Max Kasch látható.
Egyesült Királyságban 2007. november 23-án, Magyarországon 2008. március 11-én mutatták be a mozikban.

## Cselekmény
Az amerikai diáklány, Tara és egyetemi barátai Írországba látogatnak, hogy találkozzanak a helyi lakossal és barátjukkal, Jake-kel. Együtt mennek kempingezni egy régóta használaton kívüli gyermekotthont körülvevő erdőbe. Miközben pszilocibin gombát gyűjtenek későbbi fogyasztásra, Tara megeszik egy halálharang gombát (Galerina), és rohamot kap, ami után álomszerű transzba esik, melyben a jövőbeli események látomásai jelennek meg.
Az esti tábortűz mellett, miközben Tara a sátrában pihen, Jake egy kísértettörténetet mesél a közelben lévő üres gyermekotthonról, és egy erőszakos, szadista szerzetesről, aki túlélte az egyik gondozottja által elkövetett támadást, mivel bosszút akart állni az ikertestvére megöléséért. Ezt hallva Tarának előérzései támadnak a barátai meggyilkolásáról.
A barátnőjével és a többiekkel való életveszélyes veszekedés után az agresszív sportoló Bluto megiszik egy kis hallucinogén teát, és egy olyan utazást él át, amely a meggyilkolásában csúcsosodik ki, a jelek szerint a gyermekotthon szerzetesének keze által.
Másnap reggel, mit sem törődve Bluto eltűnésével – a többiek elfogyasztják a gombateát, majd a hatása alatt az erdőben elszakadnak egymástól. A három nő veszekedve és civakodva addig-addig kalandozik, amíg maguk is szétválnak; Hollyt és Lisát meggyilkolják, miután találkoznak Ernie és Bernie helyi favágókkal.
Jake és Troy egy folyó partján találják meg Tarát, és azt mondják neki, hogy találkozzanak az elhagyatott házban, ahonnan segítséget hívhatnak. Miután megvizsgálják az ingatlant, Troy-t megöli a szerzetes, Jake viszont egy magas ablakból kiugorva megmenekül, de a földet érés közben eltörik a lába. Tara megtalálja őt, és ketten elmenekülnek a kísértetjárta helyszínről. Végül a lábát pihentetve őt is meggyilkolják.
Tara felébred, amikor a tábor fölött egy garda helikopter lebeg, és egyetlen túlélőként mentőautóba szállítják. Amikor megcsörren a mobiltelefonja, Tara hirtelen visszaemlékezést él át, és rájön, a halálharang gomba miatt gyilkolta meg az összes barátját.  Segítséget kér a mentősöktől. Minden elcsendesedik, mígnem kiderül, Tara, még mindig a halálharang hatása alatt megölte a mentőápolót. A lány ekkor elmenekül az erdőbe.

## Szereplők
| Szerep | Színész        | Magyar hang     |
| ------ | -------------- | --------------- |
| Tara   | Lindsey Haun   | Molnár Ilona    |
| Troy   | Max Kasch      | Markovics Tamás |
| Jake   | Jack Huston    | Seder Gábor     |
| Bluto  | Robert Hoffman | Vári Attila     |
| Lisa   | Maya Hazen     | Zsigmond Tamara |
| Holly  | Alice Greczyn  | Mánya Zsófia    |
| Ernie  | Don Wycherley  | Kapácsy Miklós  |
| Bernie | Sean McGinley  | Kajtár Róbert   |
| Dale   | David McGinley |                 |

### Magyar változat
- Főcím: Korbuly Péter
- Magyar szöveg: Szojka László
- Hangmérnök: Másik Zoltán
- Rendezőasszisztens: Kemendi Balázs
- Vágó: Wünsch Attila
- Gyártásvezető: Gyarmati Zsolt
- Szinkronrendező: Földi Tamás

A szinkront az Active Kommunikációs Kft. készítette el.

## A film készítése
A Varázsgomba – Készen állsz a végső utazásra? ír, dán és brit koprodukcióban készült. A film 2006 áprilisában és májusában hét héten át forgott, többek között az észak-írországi Gosford Parkban (Armagh megye) és az írországi Rossmore Forest Parkban (Monaghan megye).

## Fogadtatás
A Rotten Tomatoes weboldalon 22%-os értékelést kapott 18 pozitív kritika alapján. Derek Elly, a Variety munkatársa így jellemezte a filmet: „Egy rázós slasher-film, amely megmutatja, milyen nehéz hatékony, szerény költségvetésű horrort készíteni”. Séamus Leonard a Raidió Teilifís Éireann kritikájában azt írta: „A film határozottan jól néz ki, de gyakorlatilag minden más téren üres”. Leonard szerint a film a nem ír közönségnek jobban tetszhet, de az írországi nézők valószínűleg akaratlanul is viccesnek találják. Donald Clarke a The Irish Timesnak írt cikkében azt nyilatkozta, hogy a filmnek van „néhány elegáns kompozíciója”, de úgy tűnik, mintha más, közelmúltbeli horrorfilmekből állították volna össze.